# Gambia Football Federation
Die Gambia Football Federation (GFF) (deutsch: Gambischer Fußballbund; früher Gambia Football Association (GFA)),  ist der Dachverband der Fußballvereine in Gambia.
Der GFA wurde am 3. November 1952 gegründet und ist der Fédération Internationale de Football Association (FIFA) und der Confédération Africaine de Football (CAF) im Jahr 1966 beigetreten. Er organisiert die gambische Fußballliga und die Gambische Fußballnationalmannschaft.

## Präsidenten
1955 wurde Baboucarr Semega-Janneh zum ersten Präsidenten des Verband gewählt.
1977/1978 war Ebrima Malick Samba dritter Präsident der GFA.
Ousman B. Conateh leitete den Verband ab 1993 und trat 2001 zurück.
Ende Dezember 2001 wurde Gabbie Sosseh (auch: Gabbi Sosseh) zu dessen Nachfolger gewählt. Nachdem ihm bei einer Versammlung im November 2004 mehr als zwei Drittel der Mitglieder das Misstrauen aussprachen, wurde der Vorstand entlassen und Omar Sey zum Interimspräsidenten gewählt.
Nach dessen zuvor angekündigten Rücktritt wurde der vorige Vizepräsident Seedy Kinteh am 31. Dezember 2005 zum Präsidenten gewählt und im Januar 2010 wiedergewählt. Im März 2012 wurde die GFA von Sportminister Alieu K. Jammeh wegen Ineffizienz (inefficency/ineffectiveness) aufgelöst und ein Normalisation Committee unter Leitung des früheren Präsidenten Ousman B. Conateh eingesetzt.
Am 31. Juli 2013 wurde Mustapha Kebbeh als Präsident des Verbandes, der sich nun Gambia Football Federation (GFF) nannte, neu gewählt. Im Mai 2014 wurde er von seinem Amt suspendiert, da die Confédération Africaine de Football (CAF) zuvor sämtliche gambischen Nationalteams wegen gefälschter Altersangaben für zwei Jahre von internationalen Wettbewerben ausgeschlossen hatte. Für ihn wurde ein Normalisation Committee eingesetzt, das vom früheren Nationaltrainer Alhagie Sillah geleitet wurde.
Im September 2014 wurde der ehemalige Minister Lamin Kaba Bajo zum neuen Präsidenten gewählt. Nach der Wahl wurde die Suspendierung der Nationalteams aufgehoben. Bajo wurde 2018 wiedergewählt.
| Amtszeit                                  | Amtsinhaber                                            | Anmerkung                                                  |
| ----------------------------------------- | ------------------------------------------------------ | ---------------------------------------------------------- |
| 1955–1956                                 | Samuel John Forster (* 1912; † zwischen 1975 und 2001) | Ernannter Präsident der Gambia Football Association        |
| 1956–1966                                 | Baboucarr Semega-Janneh (1910–2002)                    | Erster gewählter Präsident der Gambia Football Association |
| 1966–1977                                 | Momodou C. Cham (* 1938)                               |                                                            |
| 1977–1978                                 | Ebrima M. Samba (1932–2016)                            |                                                            |
| 1978–1986                                 | B. O. Fofana (†), auch Boukary Fofana                  |                                                            |
| 1986–1988                                 | Alh. Mustapha Ngum                                     |                                                            |
| 1988–1989                                 | James Abraham                                          | (interim)                                                  |
| 1989–1990                                 | Ousman Sillah                                          | (interim)                                                  |
| 1990–1992                                 | George F. Gomez (1938–2020)                            | (interim)                                                  |
| 1992–1993                                 | Alh. Babou A. M. Cisse (1943–2015)                     |                                                            |
| 1993–2001                                 | Alh. Ousman B. Conateh (1937–2020)                     |                                                            |
| 2001–2004                                 | Alh. Gabbi Sosseh                                      |                                                            |
| 2004–2006                                 | Alh. Omar Sey (1941–2018)                              |                                                            |
| 2006–2012                                 | Seedy M. B. Kinteh                                     |                                                            |
| Umwandlung zur Gambia Football Federation |                                                        |                                                            |
| 2013–2014                                 | Mustapha Kebbeh                                        |                                                            |
| seit 2014                                 | Lamin Kaba Bajo (* 1964)                               |                                                            |